# Приватність

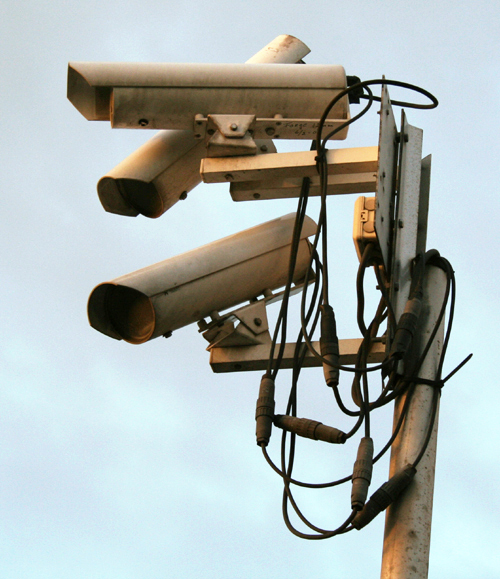
Іноді стеження може зашкодити недоторканності приватного життя.

Недоторканність приватного життя, також приватність — це можливість особи або групи осіб відокремити себе, інформацію про себе, і, таким чином, виявляти свою особистість вибірково. Межі і зміст, який відноситься до приватного, відрізняється у різних культурах та для різних осіб, але об'єднані спільними темами. Коли щось є особистим для людини, це зазвичай означає, що щось по своїй суті воно є особливим або чутливим для неї. Область приватного життя частково перекривається із захистом інформації (конфіденційністю), що може включати в себе поняття належного використання, а також захист інформації. Приватність може також набувати форми фізичної недоторканності.
Право не стати об'єктом несанкціонованого втручання у особисте життя з боку уряду, корпорацій або інших осіб є частиною законодавства багатьох країн, а у окремих випадках — частиною конституції. Майже у всіх країнах існують закони, які будь-яким чином обмежують недоторканність приватного життя. Прикладом цього може бути податкове законодавство, які зазвичай вимагають надання інформації про особисті доходи. У деяких країнах індивідуальна недоторканність приватного життя може вступати в протиріччя із законодавством про свободу слова, а деякі закони можуть вимагати публічного розкриття інформації, що буде вважатися звичайною справою в інших країнах і культурах.
Приватність може бути добровільно принесена в жертву, як правило, в обмін на передбачувані переваги і дуже часто з конкретними загрозами і втратами, хоча це дуже стратегічне бачення людських відносин. Дослідження показують, що люди більшою мірою готові добровільно пожертвувати недоторканністю особистого життя, якщо особа, як збирає дані, демонструє прозорість щодо того, яка інформація збирається і як вона використовується. У діловому світі людина може добровільно розкривати особисті дані (часто в рекламних цілях) для того, щоб зіграти в азартні ігри на виграш призу. Людина може також розкривати особисту інформацію в рамках виконання обов'язків на посту у виконавчій владі або публічній компанії. Якщо особові дані були надані добровільно, але після того були вкрадені або використані з порушеннями, то говорять про крадіжку ідентичності.

## Концепції приватності
Один з підходів до категоризації концепцій приватності наведено нижче:
1. право на усамітнення
2. можливість особи обмежити доступ інших осіб до персональної інформації про неї
3. конфіденційність, або можливість приховати будь-яку інформацію від інших
4. контроль з боку особи над тим, як інші особи використовують інформацію про неї
5. стани приватності
6. особистість та автономність
7. самоідентифікація та розвиток особистості
8. захист інтимних стосунків

### Право на усамітнення
Право на усамітнення розумілося як право людини на волю від уваги інших, якщо вони хочуть, щоб зробити це, і право бути захищеним від контролю або спостереження в приватних установах, таких, як власний будинок . Хоча з цієї концепції важко вибудувати широкі правові гарантії захисту приватності, ця концепція відіграла важливу роль у зміцненні розуміння права на недоторканність особистого життя.

### Обмежений доступ
Обмежений доступ означає можливість особи бути членом суспільства без необхідності інших осіб або організацій збирати інформацію про неї. Приватність розглядається як умови, коли особа захищена від небажаного доступу інших незалежно від того чи здійснюється цей доступ фізично, через персональну інформацію або увагу.

### Контроль над інформацією
Контроль над особовими даними це концепція, що стверджує: «приватність це право окремих осіб, груп або установ визначити для себе, коли, як і в якій мірі інформація доводиться до відома інших». Контроль особи над власною особовою інформацією є сутністю концепції приватності.

### Стани приватності
Алан Вестін визначив чотири стани приватності: самітність, інтимність, анонімність, і захищеність. Самітність — це фізична відособленість від інших. Інтимність — це близькі, розслаблені та відверті відносини між двома чи більше особами. Анонімність — це бажання окремих осіб громадської недоторканності приватного життя. І, нарешті, захищеність — це «створення психологічного бар'єру проти небажаного вторгнення»; це створення психологічного бар'єру вимагає від інших поважати потреби індивіда або бажання обмежити передачу інформації щодо самого себе.
Додатково до психологічного бар'єру захищеності Кірсті Г'юз визначив ще три види бар'єрів приватності: фізичний, поведінковий та нормативний.

### Конфіденційність
Приватність іноді визначається як можливість забезпечити конфіденційність. Приватність — це право людини приховувати інформацію про себе, яку інші можуть використати на шкоду.

### Персональність і автономність
Приватність може розглядатись як необхідна умова розвитку особистості. Джефрі Рейман визначив приватність як право на володіння особою її фізичної та розумової реальності та моральне право на самовизначення.
Також приватність може розглядатись як стан, що забезпечує автономність — можливість суб'єкта контролювати межі собою та іншими. Більш того, інші повинні знати та поважати межі особистості — поважати приватність.

### Самоідентифікація та розвиток особистості
Приватність може розглядатись як передумова розвитку відчуття власної ідентичності. Бар'єри приватності визначають межі особистості, і таким чином допомагають визначити саму особистість.
Крім того, без приватності — тимчасового позбавлення усіх соціальних ролей — особи не можуть самовиражатися, вивчати і критикувати себе. Самовивчення та самокритика додають свій внесок у розуміння себе і своєї ідентичності.

### Інтимність
Через те, що людські відносини передбачають добровільне розкриття деякої інформації для себе без розкриття усієї інформації, приватність розглядається як частина процесу встановлення відносин, який забезпечує можливість встановлення різних відносин з різними людьми.

## Історія
Приватність має історичні корені у філософських працях, найбільш відомою з яких є праця Арістотеля про дві сфери життя: публічну («поліс»), пов'язану з політичним життям, та приватну («ойкос»), пов'язану з домашніми справами.
Вимога збереження недоторканності приватного життя закріплена у наступних рядках клятви Гіппократа: «…Про що б я не дізнався під час виконання своїх професійних дій або окрім них, що б не побачив і не почув про дії людського життя, які не слід будь-коли розголошувати, я змовчу, вважаючи це таємницею…».

## Дії, які шкодять недоторканності приватного життя

### Збирання інформації
У контексті нанесення шкоди недоторканності приватного життя збирання інформації означає збирання будь-якої інформації, яка може бути отримана шляхом виконання будь-яких дій, спрямованих на її отримання. Стеження є прикладом таких дій, коли хтось починає спостерігати і записувати когось або щось. Опитування є іншим прикладом таких дій, коли хтось використовує іншу особу як джерело інформації.

### Агрегація інформації
Може статися так, що шкода приватності виникає не через те, що інформація доступна, а через те, що інформація збирається у масиви, які обробляються таким чином, що створення спільних звітів з шматків інформації порушує приватність. Дії, які можуть зменшити приватність, включають:
- агрегація даних, яка полягає у об'єднанні багатьох таких, що відносяться до одного суб'єкта, але не пов'язаних шматків інформації[19]
- ідентифікація, яка полягає що може означати порушення деідентифікованості елементів даних, шляхом деанонімізації, в результаті чого факти, які були призначені для того щоб не називати конкретних людей, стають пов'язаними з цими людьми [19]
- відсутність безпеки, яка полягає у тому, що організація повинна нести відповідальність за захист даних, але не зазнає збитку через порушення витік даних, який завдає шкоди людям, чиї дані, вона утримувала [19]
- вторинне використання, яке полягає у тому, що люди погоджуються надати дані для певної мети, але потім ці дані використовуються способом, не передбаченим інформованою згодою людини, яка надала дані [19]
- виключення, яке полягає у використанні даних особи без будь-яких спроб дати людині можливість керувати цими даними або брати участь у їх використанні [19]

### Поширення інформації
Поширення інформації — це атака на приватність, яка полягає у тому, що інформація, надана суб'єктом конфіденційно, поширюється, або їй загрожує поширення у спосіб, який загрожує приватності суб'єкта.
Приклади:
- порушення конфіденційності у випадку, коли особа чи організація обіцяє зберегти приватну інформацію у таємниці в порушує обіцянку.[19]
- розкриття — це дії, спрямовані на те, щоб зробити інформацію більш доступною способом, який шкодить суб'єкту незалежно від того, як інформація була зібрана, чи наміру робити її доступною.[19]
- розголошення — це спеціальний тип розкриття, при якому інформація, що розголошується є емоційною для суб'єкта або на її поширення накладається табу, наприклад виявлений у особистому житті досвід, нагота, чи, можливо, особисті функції організму.[19]
- шантаж — це загроза поширення інформації, з метою когось примушувати до чогось [19].
- привласнення особистості — це атака на чиюсь особистість, яка включає в себе використання чиєїсь репутації або подібності для просування інтересів, які не є інтересами ті особи, чию особистість привласнили [19].
- наклеп — це створення хибної інформації або брехня про людину. [19]

### Вторгнення
Вторгнення в приватне життя є поняттям, відмінним від збору, агрегування і поширення інформації, тому що в основі цих трьох понять лежить неправильне використання наявних даних, в той час як вторгнення — атака на право людей зберігати особисті секрети.  Вторгнення це порушення, при якому інформація, будь призначена бути публічною чи ні, фіксується таким чином, що ображає людську гідність і право на особистий простір людини, чиї дані беруться. 
Вторгненням є будь-який небажаний доступ до особистого простору і умов усамітнення людини з будь-якої причини, незалежно від того, збираються дані протягом цього порушення простору . Втручання у прийняття рішення — вид втручання, при якому особа чи організація якимось чином включається в персональний процес прийняття рішення особи, можливо з метою вплинути на особисті рішення цієї особи, але в будь-якому випадку робить це таким чином, що порушує приватність особистих думок, що є у людини. 

## Захист

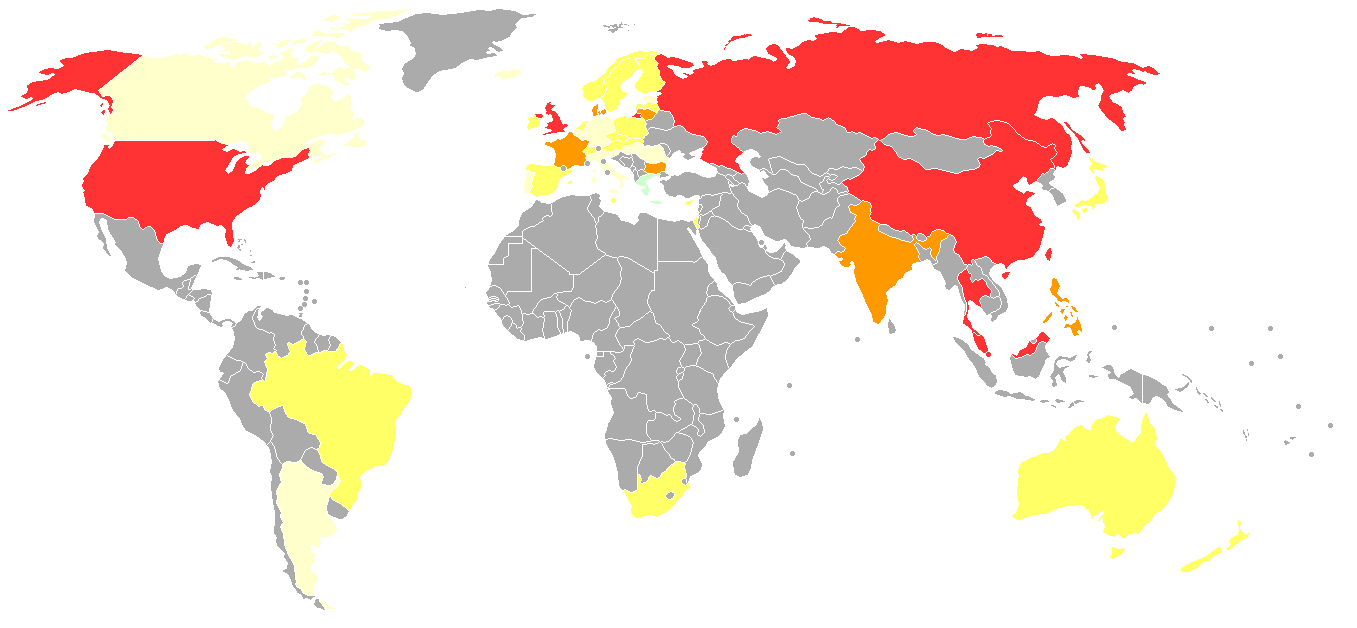
Privacy International рейтинг захисту приватності 2007 р.
зелений: захищеність
червоний: суспільство з постійним стеженням

Більшість країн закріплюють право своїх громадян на недоторканність приватного життя у законодавстві.

### Підхід вільного ринку проти підходу захисту споживача
Підходи до приватності у загальному випадку можуть бути поділені на:
- вільний ринок;
- захист споживача.[21]

У випадку вільного ринку комерційні організації мають широкі права робити що вони забажають, тоді як споживачі, як очікується, обиратимуть для співробітництва компанії, які поважатимуть їх приватність на належному рівні. Якщо деякі компанії недостатньо поважають приватність своїх споживачів, то вони втрачають частку ринку. Цей підхід може бути обмежений недостатньою конкуренцією на ринку, компаніями, які не пропонують бажані для споживачів можливості забезпечення приватності, або відсутністю актуальних практик забезпечення приватності. Твердження щодо захисту приватності, проголошені компаніями, споживачам перевірити важко, крім випадку, коли вони вже були порушені.
При підході захисту споживача, навпаки, стверджується, що особи не мають часу або знань для здійснення інформованого вибору, або прийнятних альтернатив. Дослідження показують, що більшість політик приватності викладені мовою вище рівня сприйняття середньої людини. Таким чином, цей підхід передбачає більшу участь держави у визначенні та застосуванні стандартів забезпечення приватності.

### Законодавство
Законодавство щодо недоторканності приватного життя є галуззю права, що стосується захисту та збереження прав на приватне життя. Хоча не існує загальноприйнятого усіма країнами законодавства щодо недоторканності приватного життя, деякі організації просувають певні поняття для виконання окремими країнами.

#### Організація об'єднаних націй
У Загальній декларації прав людини, у статті 12 зазначено:
Ніхто не може зазнавати безпідставного втручання у його особисте і сімейне життя, безпідставного посягання на недоторканність його житла, тайну його кореспонденції або на його честь і репутацію. Кожна людина має право на захист закону від такого втручання або таких посягань.

#### Бразилія
Конституція Бразилії визначає недоторканність приватного життя як основне фундаментальне право. Навіть держава не має права втручатися у особисті дані, інтимні стосунки, особисте життя, честь і зображення. У екстремальних ситуаціях, в судовому порядку може бути санкційоване певне розкриття інформації. Але деякі дані, такі як листування, є абсолютно недоторканними, і навіть судове рішення не може дати дозвіл на розкриття інформації.

#### Європейський Союз
У Європейському Союзі стаття 8 Конвенції про захист прав людини і основоположних свобод гарантує право на повагу до приватного і сімейного життя, житла і кореспонденції людини. Європейський суд з прав людини в Страсбурзі розробив великий обсяг норм, що визначають це фундаментальне право на приватне життя. Європейський Союз вимагає, щоб всі держави-члени вжили законодавчих заходів для забезпечення того, щоб громадяни мали право на недоторканність приватного життя, через директиви, такі як Директива 95/46/EC про захист персональних даних.
Хоча існують всеосяжні правила для захисту даних, деякі дослідження показують, що, незважаючи на закони, є відсутність примусу через те, що жодна організація не відчуває себе відповідальною за контроль залучених сторін і застосування своїх законів. Європейський союз також тримає першість у праві на забуття (що дозволяє людям визначити, які посилання, що ведуть до інформації про неї, повинні бути видалені з результатів інтернет-пошуку).

#### Україна
Законодавство України у сфері захисту недоторканості приватного життя складається з:
- Конституції України;
- міжнародних угод, згода на обов'язковість яких надана Верховною Радою України, прецедентної практики Європейського суду з прав людини;
- Закону України «Про захист персональних даних»;
- норм галузевих законів (див. лікарська таємниця, банківська таємниця, адвокатська таємниця);
- підзаконних актів.

Недоторканність приватного життя та листування закріплені у ст. 29-32 Конституції України. До прийняття Закону України «Про захист персональних даних» правове регулювання сфери захисту недоторканості приватного життя здійснювалось фрагментарно, за галузевим принципом, наслідком чого була незахищеність особових даних громадян у багатьох сферах. Згідно з ст. 32 Конституції України ніхто не може зазнавати втручання в його особисте і сімейне життя, крім випадків, передбачених Конституцією України. Не допускається збирання, зберігання, використання та поширення конфіденційної інформації про особу без її згоди, крім випадків, визначених законом, і лише в інтересах національної безпеки, економічного добробуту та прав людини. Кожний громадянин має право знайомитися в органах державної влади, органах місцевого самоврядування, установах і організаціях з відомостями про себе, які не є державною або іншою захищеною законом таємницею. Кожному гарантується судовий захист права спростовувати недостовірну інформацію про себе і членів своєї сім'ї та права вимагати вилучення будь-якої інформації, а також право на відшкодування матеріальної і моральної шкоди, завданої збиранням, зберіганням, використанням та поширенням такої недостовірної інформації.
Системний підхід та єдність принципів захисту недоторканості приватного життя почали застосовуватись із прийняттям Закону України «Про захист персональних даних».
Контролюючим органом у сфері захисту недоторканості приватного життя в Україні Уповноважений Верховної Ради України з прав людини, якому ці функції передані від Державної служби захисту персональних даних
Згідно ст. 15 Кримінального процесуального кодексу України (або ст. 182 ККУ) під час кримінального провадження кожному гарантується невтручання у приватне (особисте і сімейне) життя. Ніхто не може збирати, зберігати, використовувати та поширювати інформацію про приватне життя особи без її згоди, крім випадків, передбачених законом. Інформація про приватне життя особи, отримана в порядку, передбаченому КПК України, не може бути використана інакше, як для виконання завдань кримінального провадження.
Сфера приватного життя людини – це сфера існування людини (житло чи інше володіння особи, робоче місце, речі, що знаходяться при людині), обставини особистого існування людини, таємниця віросповідання, конфіденційність творчого і духовного життя, дані щодо здоров'я і фізичного розвитку людини, відомості, що містяться в документах медичних аналізів, інтимні стосунки, обставини як безпосереднього особистого спілкування з іншими людьми (розмов віч-на-віч), так і спілкування шляхом використання поштово-телеграфних, телефонних, комп'ютерних та інших технічних комунікацій, стосунки у сім'ї, спілкування та стосунки з іншими людьми, зміст приватних щоденників, листів та записок, спосіб життя та всі інші конфіденційні обставини існування людини, які вона сама не вважає потрібним або можливим розголошувати.
Гарантії недоторканності сфери приватного життя включають: а) недопустимість свавільного втручання в особисте життя та збирання конфіденційної інформації про особу без її згоди, крім випадків, обумовлених законом;
б) надання людині права на ознайомлення відповідно до закону з одержаною про неї інформацією;
в) надання людині права на витребування, знищення і спростування конфіденційної чи недостовірної інформації про неї;
г) встановлення принципу добропорядності людини та дієвого механізму юридичного захисту честі і гідності особи;
д) відшкодування моральної шкоди, заподіяної безпідставним втручанням у сферу особистого життя і використанням конфіденційної інформації;
е) судовий захист порушених прав;
є) захист від автоматизованого рішення, яке має юридично значимі наслідки для суб'єкта персональних даних.

### Приватність в Інтернеті
Приховане збирання особистої інформації було визначене як першочергова проблема Федеральною торговою комісією США
Є багато способів захистити своє приватне життя в Інтернеті.
Наприклад, повідомлення електронної пошти можуть бути зашифровані (за допомогою S/MIME або PGP), або можуть використовуватись анонимізуючі проксі або анонимізуючі мережі, таких як I2P і Tor, щоб запобігти отриманню інтернет-провайдерами інформації про те, які сайти відвідує особа і з ким спілкується.
Хоча деякі захисники приватності рекомендують видалення HTTP кук від сайту, що переглядається, та третіх сторін, Ентоні Міядзакі, професор маркетингу Міжнародного університету Флориди і дослідник приватності попереджає, що «виключення використання кук третіх сторін при перегляді вебсайтів можна обійти за допомогою стратегій співпраці з третіми сторонами, до яких інформація передається після того, як вебсайт використав оригінальні куки домену». Станом на грудень 2010 року Федеральна торгова комісія розглядає політику щодо цього питання, а саме як вона ставиться до поведінкової реклами.
Інший аспект приватного життя в Інтернеті відноситься до соціальних мереж. Деякі інтернет-сайти соціальних мереж входять до числа 10 найбільш відвідуваних вебсайтів по всьому світу. Огляд і оцінка наукових робіт щодо поточного стану цінності приватного життя фізичних осіб з боку соціальних мереж показують такі результати: "по-перше, дорослі, здається, більш стурбовані потенційними загрозами приватності, ніж більш молодих користувачі, по-друге, автори політик повинні бути стривожені великою часткою користувачів, які недооцінюють ризики, пов'язані з конфіденційністю їх інформації у соціальних мережах, по-третє, у разі використання соціальних мереж і їх послуг традиційний одномірний підхід до приватності швидко стає непридатним до використання. Це посилюється дослідженням, яке зазначає, що можна зробити висновок щодо особистісних рис, таких як сексуальна орієнтація, раса, релігійні та політичні погляди особистості або інтелект, заснований на цифровому сліді, такому як зразки тексту, історія переглядів вебсторінок або позначки «Подобається» у Facebook.

### Приватність і послуги, які використовують позиціювання
По мірі зростання у мобільних пристроїв можливостей відстеження положення, також зростають проблеми, пов'язані з приватністю через те, що місце перебування користувача та його вподобання складають особові дані, а їх невідповідне використання веде до порушення приватності.
Останні дослідження у Массачусетському інституті технологій показали, що 4 просторово-часові відмітки, які апроксимують місця і моменти часу, достатньо, щоб унікально ідентифікувати 95 % з 1.5 мільйона людей у базі даних. Подальше вивчення показало, що ці обмеження зберігаються, навіть якщо точність даних у наборі даних низька. Тому навіть грубі або розмиті набори даних забезпечують невелику анонімність.
Запропоновано декілька методів захисту приватності при використанні послуг, які використовують позиціювання, включаючи використання анонімізуючих серверів, розмивання інформації та ін. Також запропоновані методи кількісної оцінки приватності для того, щоб знайти рівновагу між наданням точної інформації про місце положення та ризиками для приватності. Користувачі таких послуг можуть також обрати режим відображення більш загальної інформації (наприклад «У місті», або «Робота») для деяких випадкових знайомих, в той час відображення тільки конкретної інформації про місцезнаходження, таке як точна адреса, для осіб з більш близькими відносинами, як то дружина, родичі і гарні друзі.
Останніми роками спостерігається зростання важливості мобільних пристроїв і обмеженість можливостей через наявність Національного реєстру заборони дзвінків, телепродавці звернули увагу на мобільні телефони. Зусилля телемаркетингу з використання мобільних пристроїв зустрілися з Федеральною комісією з торгівлі США і такими компаніями як PrivacyStar. Щороку тисячі скарг подається в базу даних Федеральної комісії з торгівлі США силами компаній і споживачів.

### Приватність за задумом
Принцип приватності з проекту стверджує, що приватність і захист даних вбудовуються на усьому життєвому циклі технологій, починаючи з ранніх стадій проектування до розгортання, використання і кінцевої утилізації.

### Інженерія приватності
Практика побудови програмного забезпечення або інформаційних систем, які дотримуються заданої політики приватності та відповідних вимог відповідності, є областю розробки, відомою як інженерія приватності.

## Цікаві факти
У Австрії заборонено використання відеореєстраторів у автомобілях через загрозу недоторканності приватного життя інших учасників дорожнього руху.

## Для додаткового вивчення
- Amitai Etzioni, 2000, The Limits of Privacy, New York: Basic Books.
- Thomas Allmer, A Critical Contribution to Theoretical Foundations of Privacy Studies, «Journal of Information, Communication & Ethics in Society», Vol. 9, 2, pp. 83–101.
- Ruth Gavison, "Privacy and the Limits of the Law, " in Michael J. Gorr and Sterling Harwood, eds., Crime and Punishment: Philosophic Explorations (Belmont, CA: Wadsworth Publishing Co., 2000, formerly Jones and Bartlett Publishers, 1996), paperback, 552 pages, pp. 46–68.
- Ulrike Hugl, «Approaching the value of Privacy: Review of theoretical privacy concepts and aspects of privacy management» [Архівовано 24 липня 2011 у Wayback Machine.], Proceedings of the Sixteenth Americas Conference on Information Systems (AMCIS) 2010, paper no. 248.
- Frederick S. Lane, American Privacy: The 400-Year History of Our Most Contested Right [Архівовано 28 березня 2014 у Wayback Machine.], (Boston, MA: Beacon Press, 2010).
- Steve Lohr, «How Privacy Can Vanish Online, a Bit at a Time» [Архівовано 21 серпня 2014 у Wayback Machine.], The New York Times, Wednesday, March 17, 2010.
- Andrew McStay, 2014, Privacy and Philosophy: New Media and Affective Protocol [Архівовано 14 квітня 2016 у Wayback Machine.], New York Peter Lang.
- Adam D. Moore, 2010, "Privacy Rights: Moral and Legal Foundations [Архівовано 28 березня 2014 у Wayback Machine.], " Penn State University Press.
- Yael Onn, et al. Privacy in the Digital Environment [Архівовано 27 травня 2016 у Wayback Machine.], Haifa Center of Law & Technology, (2005).
- Bruce Schneier, Privacy in the Age of Persistence [Архівовано 13 січня 2014 у Wayback Machine.]
- Robert Ellis Smith, 2004, «Ben Franklin's Web Site, Privacy and Curiosity from Plymouth Rock to the Internet, „ Providence: Privacy Journal.
- Daniel J. Solove, “'I've Got Nothing to Hide' and Other Misunderstandings of Privacy» [Архівовано 26 червня 2013 у WebCite], San Diego Law Review, Vol. 44, 745—772.
- Herman Tavani, "Informational Privacy: Concepts, Theories, and Controversies, " in Kenneth Himma and Herman Tavani, eds., The Handbook of Information and Computer Ethics (Hoboken: Wiley, 2008), pp. 131—164.
- Judith Jarvis Thomson, "The Right to Privacy, " in Michael J. Gorr and Sterling Harwood, eds., Crime and Punishment: Philosophic Explorations (Belmont, CA: Wadsworth Publishing Co., 2000, formerly Jones and Bartlett Publishers, 1995), 552 pages, pp. 34–46.
- Raymond Wacks, Privacy: A Very Short Introduction, Oxford: Oxford University Press, 2009.
- Judith Wagner DeCew, 1997, In Pursuit of Privacy: Law, Ethics, and the Rise of Technology, Ithaca: Cornell University Press.
- Rita Watson and Menahem Blondheim (eds.), The Toronto School of Communication Theory: Interpretations, Extensions and Applications (Toronto and Jerusalem: University of Toronto Press and Magnes Press, 2007)
- A. Westin, 1967, Privacy and Freedom, New York: Atheneum.